# Agustín Franco Aguilar

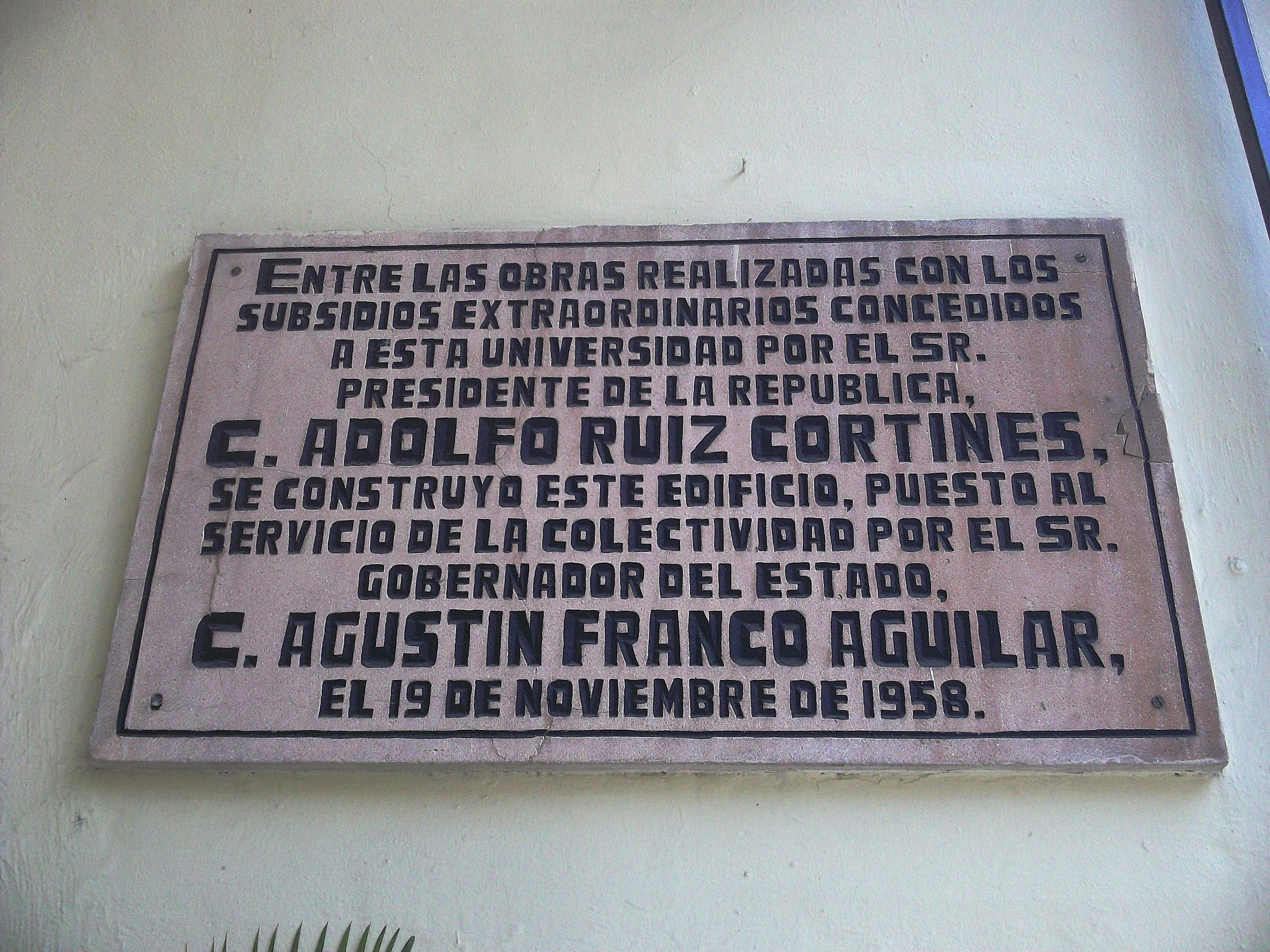
Placa grabada en la Universidad Autónoma de Yucatán.

Agustín Bolivar Franco Aguilar (Motul, Yucatán; 5 de abril de 1906 - Ciudad de México, 12 de septiembre de 1974) fue un político y periodista mexicano, miembro del Partido Revolucionario Institucional. Fue gobernador de Yucatán de 1958 a 1964. Fue también Director del Diario del Sureste, órgano periodístico oficial peninsular. Fue hijo del maestro y político Agustín Franco Villanueva, quien fuera diputado al Congreso de la Unión durante el gobierno de Felipe Carrillo Puerto.

## Datos biográficos
Cursó estudios de jurisprudencia en la Universidad Autónoma de Yucatán, sin llegar a graduarse. Desempeñó varios cargos públicos en el estado de Yucatán y en la Ciudad de México, antes de ser postulado por el Partido Revolucionario Institucional para gobernador de Yucatán.
Había sido en 1937 regidor del Ayuntamiento de Mérida y más tarde Alcalde sustituto, cuando el titular, Hernando Pérez Uribe, solicitó licencia a su cargo. En la Ciudad de México fue redactor para el periódico Novedades, en donde escribió sobre temas de agricultura. Fue nombrado funcionario del Banco Ejidal en el norte de México y como tal retornó a Yucatán en 1953. Fue postulado en 1957 como candidato a la gobernatura del estado, misma que asumió a partir de 1958.
Durante su gobierno se hicieron importantes obras para introducir el agua potable en la capital yucateca que a la sazón carecía del líquido entubado como servicio público. También se constituyó la Junta de Electrificación Estatal que emprendió obras para atender las necesidades del estado en la materia. Se construyó la carretera de Hunucmá a Sisal.
Después de su gobierno fue nombrado director del Diario del Sureste. Murió en la Ciudad de México a la edad de 68 años.